# Patrich und Mühlberg
Patrich und Mühlberg, amtlich Patrich u. Mühlberg, war ein gemeindefreies Gebiet im Landkreis Weißenburg in Bayern im heutigen Landkreis Weißenburg-Gunzenhausen.
Am 1. Oktober 1966 hatte das Gebiet eine Fläche von 361,82 Hektar. Es war das größte von damals vier gemeindefreien Gebieten im Landkreis. Zuständig waren das Forstamt Treuchtlingen, das Standesamt Treuchtlingen, das Vermessungsamt Weißenburg in Bayern, das Finanzamt Weißenburg in Bayern und das Amtsgericht Weißenburg in Bayern.
Das Gebiet lag westlich von Treuchtlingen. In ihm lagen der Patrichberg (599 m) und der Mühlberg (ca. 500 m).
Heute gehört das Gebiet zur Stadt Treuchtlingen.